# WCT Finals 1974 - Singolare
Il singolare del WCT Finals 1974 è stato un torneo di tennis facente parte della categoria World Championship Tennis.
Stan Smith era il detentore del titolo, ma ha perso in semifinale contro John Newcombe.
Newcombe ha battuto in finale 4–6, 6–3, 6–3, 6–2 Björn Borg.

## Teste di serie
| 1. Rod Laver (quarti di finale) 2. Björn Borg (finale) 3. Ilie Năstase (quarti di finale) 4. John Newcombe (campione) | 1. Tom Okker (quarti di finale) 2. Jan Kodeš (semifinali) 3. Arthur Ashe (quarti di finale) 4. Stan Smith (semifinali) |

## Tabellone

### Legenda
| - Q = Qualificato - WC = Wild card - LL = Lucky loser | - ALT = Alternate - SE = Special Exempt - PR = Protected Ranking | - w/o = Walkover - r = Ritirato - d = Squalificato |

|  | Quarti di finale | Quarti di finale | Quarti di finale | Quarti di finale | Quarti di finale | Quarti di finale | Quarti di finale |  |  | Semifinali    | Semifinali    | Semifinali    | Semifinali | Semifinali | Semifinali | Semifinali |   |   | Finale        | Finale        | Finale        | Finale | Finale | Finale | Finale |  |
|  |                  |                  |                  |                  |                  |                  |                  |  |  |               |               |               |            |            |            |            |   |   |               |               |               |        |        |        |        |  |
|  | 1                | Rod Laver        | Rod Laver        | 78               | 4                | 4                | 5                |  |  |               |               |               |            |            |            |            |   |   |               |               |               |        |        |        |        |  |
|  | 8                | Stan Smith       | Stan Smith       | 6                | 6                | 6                | 7                |  |  | Stan Smith    | Stan Smith    | Stan Smith    | 1          | 6          | 63         | 2          |   |   |               |               |               |        |        |        |        |  |
|  | 4                | John Newcombe    | John Newcombe    | John Newcombe    | 6                | 6                | 6                |  |  | John Newcombe | John Newcombe | John Newcombe | 6          | 3          | 7          | 6          |   |   |               |               |               |        |        |        |        |  |
|  | 5                | Tom Okker        | Tom Okker        | Tom Okker        | 3                | 3                | 2                |  |  |               |               |               |            |            |            |            |   |   | John Newcombe | John Newcombe | John Newcombe | 4      | 6      | 6      | 6      |  |
|  | 6                | Jan Kodeš        | Jan Kodeš        | Jan Kodeš        | 7                | 6                | 7                |  |  |               |               | Björn Borg    | Björn Borg | Björn Borg | 6          | 3          | 3 | 2 |               |               |               |        |        |        |        |  |
|  | 3                | Ilie Năstase     | Ilie Năstase     | Ilie Năstase     | 63               | 1                | 5                |  |  | Jan Kodeš     | Jan Kodeš     | Jan Kodeš     | 6          | 4          | 3          | 2          |   |   |               |               |               |        |        |        |        |  |
|  | 7                | Arthur Ashe      | Arthur Ashe      | Arthur Ashe      | 5                | 4                | 6                |  |  | Björn Borg    | Björn Borg    | Björn Borg    | 4          | 6          | 6          | 6          |   |   |               |               |               |        |        |        |        |  |
|  | 2                | Björn Borg       | Björn Borg       | Björn Borg       | 7                | 6                | 78               |  |  |               |               |               |            |            |            |            |   |   |               |               |               |        |        |        |        |  |